# Манор, Эхуд

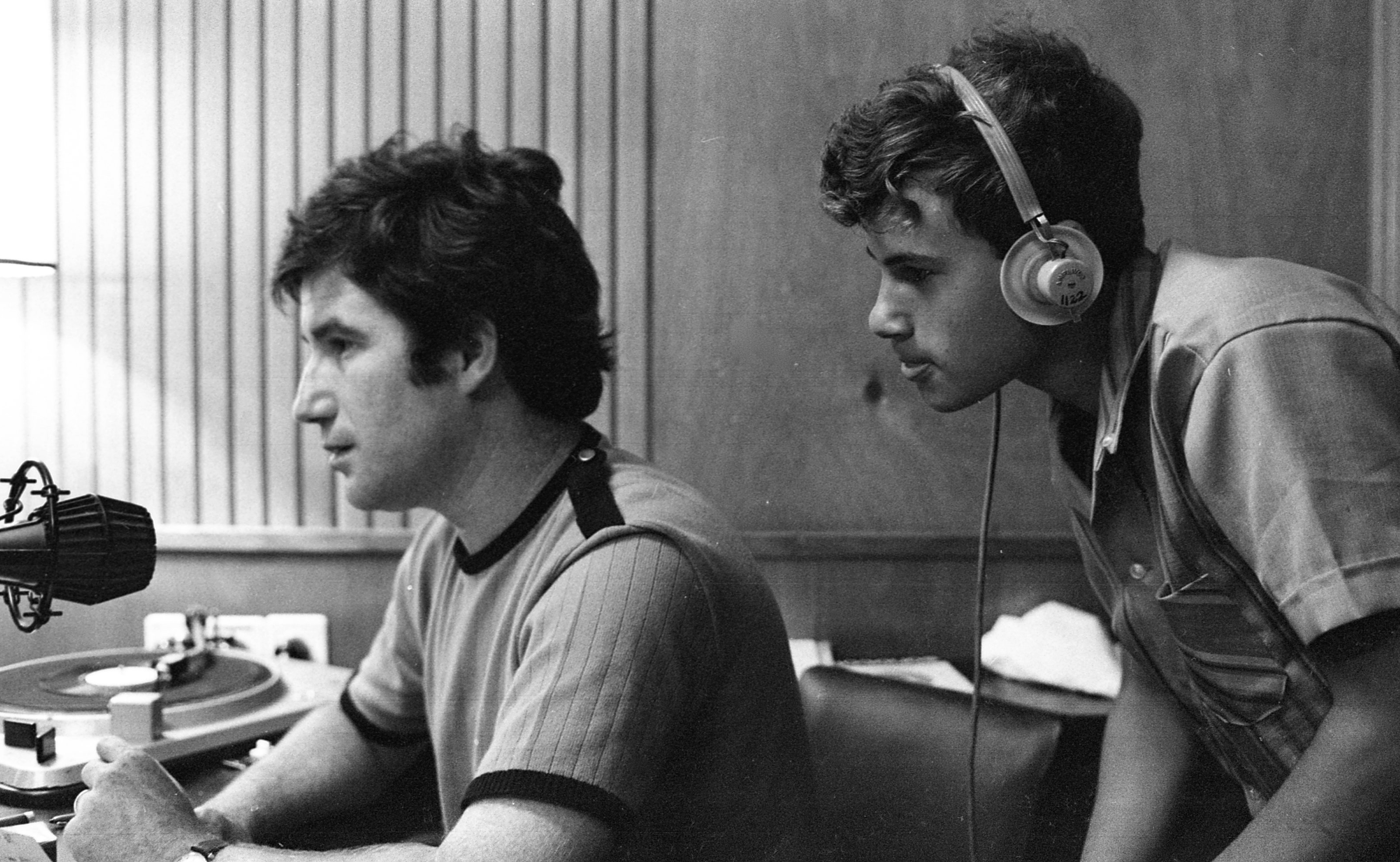
Эху́д Мано́р, 1969

Эху́д Мано́р (ивр. אהוד מנור‎ [Эхуд Манор]; 13 июля 1941 — 12 апреля 2005, Биньямина) — израильский поэт-песенник.
Эхуд Манор родился в Биньямине в 1941 году. Закончил Тель-Авивский университет, где изучал искусствоведение, вторую академическую степень получил уже в Кембридже, по специальности «английская литература».
В 1962 году Манор начал работать на радиостанции «Голос Израиля» редактором музыкальных программ, вся его дальнейшая профессиональная карьера связана именно с израильским радио. Манор также был ведущим немалого количества песенных программ на израильском телевидении.
В 1966 году Манор женился на израильской певице Офре Фукс, с которой у него родились трое детей.
Творчество Манора включает в себя тексты 1250 песен, многие из которых стали классикой израильской музыки. Среди них «Эйн ли эрец ахерет» («У меня нет другой страны»), «Ба-шана ха-баа» («В будущем году») и многих-многих других. Его песня «А-Ба-Ни-Би», которую положила на музыку Нурит Гирш и исполнил Изхар Коэн, выиграла конкурс «Евровидение» в 1978 году, впервые для Израиля.
Ведущие израильские певцы исполняли песни на стихи Эхуда Манора. Среди них Илан и Иланит, Ави Толедано, Ошик Леви, Ярдена Арази, Хаим Моше, Эли Лузон, Зехава Бен, Йоав Ицхак, Авива Авидан и Сарит Хадад.
По статистике, Эхуд Манор — самый исполняемый автор песен за всю историю израильской музыки.
Эхуду Манору принадлежат также переводы некоторых известнейших произведений с английского на иврит, среди них шекспировские пьесы «Ромео и Джульетта» и «Двенадцатая ночь», а также мюзиклы «Волосы», «Кабаре» и «Отверженные». Он написал песенные тексты для спектакля «Мастер и Маргарита».
В 1998 году Эхуд Манор становится лауреатом Премии Израиля за уникальный вклад в израильскую песню.